# مدرسة وخان غنجعليخان
مدرسة وخان غنجعليخان (بالفارسية: مدرسه و کاروانسرای گنجعلیخان) هما مدرسة وخان تاريخيين يعودان إلى عصر السلالة الصفوية، ويقعان في كرمان.